# Rhytidoponera acanthoponeroides
Rhytidoponera acanthoponeroides is een mierensoort uit de onderfamilie van de Ectatomminae. De wetenschappelijke naam van de soort is voor het eerst geldig gepubliceerd in 1924 door Viehmeyer.